# Rally RACE de España
El Rally RACE de España, también conocido como Rally de España, Rally RACE, Rally RACE Costa Blanca, Rally nacional del RACE o Rally Sol, fue una prueba de rally que se disputó anualmente desde 1953 en diferentes localidades de España, principalmente en la Comunidad de Madrid y que fue puntuable para el Campeonato de España de Rally el Campeonato de Europa e incluso para la Copa Nacional Renault. La prueba se comenzó a disputar en la década de los años 50, antes incluso del nacimiento del Campeonato de España de Rally, al igual que otras pruebas como el Rally Costa Brava. En la década de los 70 y 80 se convirtió en uno de los referentes del automovilismo en España, donde diversos pilotos extranjeros llegaron a competir y ganar, especialmente los italianos que vencieron en varias ocasiones.
«El RACE» como era conocido en su época, (El término «RACE» se debe al acrónimo de Real Automóvil Club de España entidad organizadora) mantenía el formato antiguo de los rallies, donde los participantes partían desde diferentes puntos del país con destino a una misma localidad, principalmente Madrid, donde luego se disputaban diferentes pruebas de velocidad, regularidad e incluso carreras en circuitos. Debido a esto la prueba visitó localidades españolas como Madrid, San Sebastián, Alicante, Marbella, Jerez, Valencia o La Coruña.
En la prueba tuvieron éxito pilotos españoles como Estanislao Reverter (1958, 1959), Salvador Cañellas (1972), Antonio Zanini (1974, 1975, 1980) o Salvador Serviá (1986) y pilotos extranjeros, especialmente durante la época puntuable para el europeo, como Sandro Munari (1967), Pauli Toivonen (1968), Jean-Pierre Nicolas (1970, 1971), Michèle Mouton (1977) o Miki Biasion (1983, 1985).

## Historia

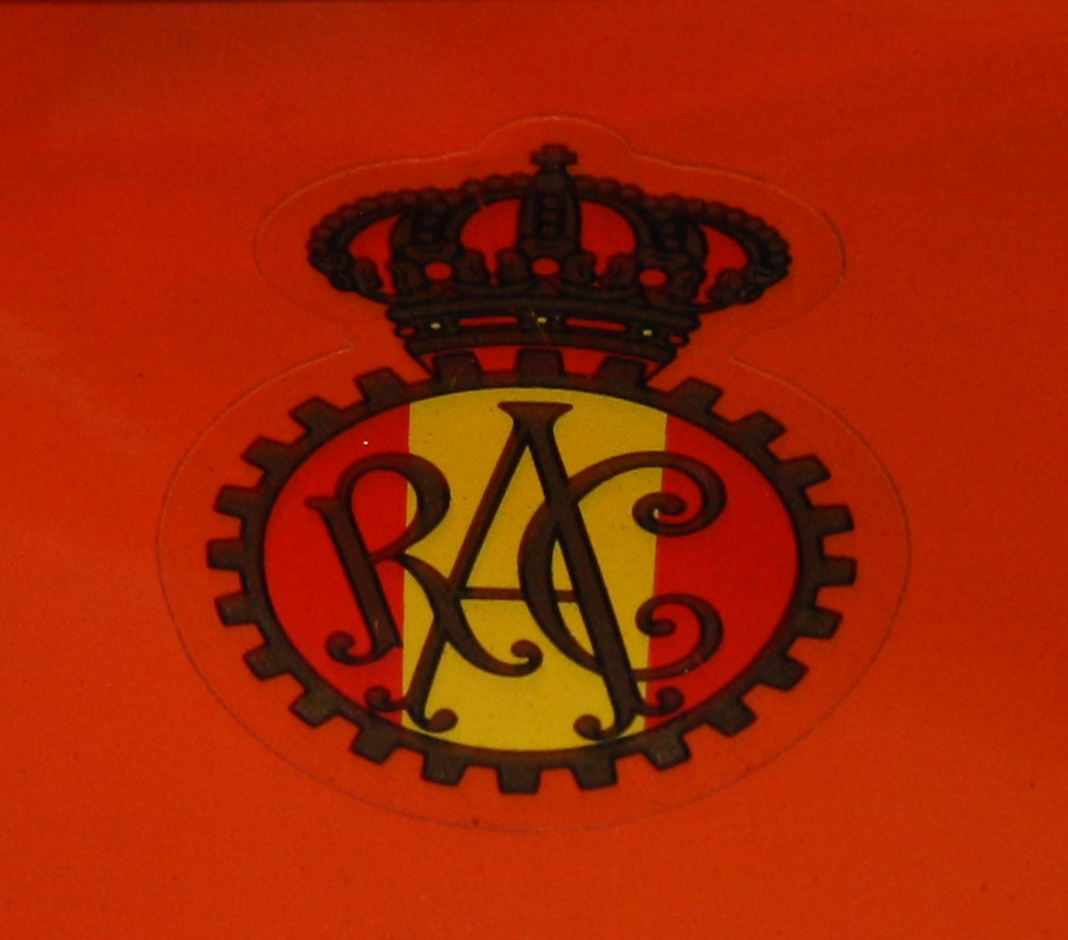
Antiguo logotipo del RACE

En 1953 y coincidiendo con las bodas de oro del RACE, la organización llevó a cabo la primera edición de la prueba que llamó Rallye Nacional de las Bodas de Oro del RACE. Al igual que los rallyes de la época, un centenar de pilotos se inscribieron y tomaron la salida desde las ciudades de Madrid, Barcelona, Bilbao, Valencia y Sevilla realizaron un recorrido primeramente hasta Burgos para luego continuar todos juntos por Valladolid, Salamanca, Ávila, Segovia, Navacerrada y finalmente Madrid donde realizaron varias pruebas de velocidad, aceleración y frenada. A la prueba se sumaron varios participantes en moto pertenecientes al Real Moto Club de Cataluña que partieron desde Barcelona.
La quinta edición, que se celebró en 1957, también recibió el nombre de 1.ª Vuelta automovilista a España. La primera etapa arrancó el 29 de mayo desde ciudades como San Sebastián, Barcelona, Madrid y Sevilla teniendo como meta la ciudad madrileña, mientras que los conductores de dicha ciudad realizaron un recorrido hasta Valladolid, Burgos y luego regresaron a Madrid por Aranda de Duero. En la segunda jornada todos los participantes partieron de manera conjunta desde la capital hasta Málaga, luego hacia Sitges, Burgos para regresar otra vez a Madrid en un recorrido de más de 3.000 km.
En 1966 se da la salida en San Sebastián, con un recorrido de 2.340 km, 24 tramos de velocidad y 3 carreras en los circuitos de Alcañiz, Venta Cabrera y La Casa de Campo. Cincuenta equipos se inscribieron en la prueba con varios pilotos extranjeros gracias a la puntuabilidad para el campeonato europeo. El italiano Leo Cella con un Lancia Flavia Zagato se adjudicó la victoria y 500.000 pesetas de premio. Segundo fue Alex Soler-Roig y tercero Jorge de Bagration ambos con sendos Cooper S. La prueba se realizó bajo unas duras condiciones climatológicas, en Alcañiz lluvió y en Morcuera y Canencia la nieve hizo acto de presencia. Se produjeron varios accidentes siendo el más destacable el de Sandro Munari que invistió con su Lancia Fulvia el Ferrari 275 GBT de Juncadella, por lo que ambos se tuvieron que retirar.
La segunda edición se disputó entre el 17 y 19 de diciembre de 1954. Los participantes salieron desde Madrid, Barcelona,
San Sebastián y Valencia hasta Zaragoza. Luego continuaron por Soria, Logroño hasta Bilbao donde se disputó una prueba en cuesta para posteriormente continuar hasta Santander donde finalizó el recorrido del primer día. Al día siguiente se realizaron pruebas de frenada para luego continuar el recorrido por Burgos, Valladolid, Salamanca, Ávila y llegada en Madrid. En esos dos primeros días se realizaron tramos de regularidad y los veinte mejor clasificados realizaron una prueba final en la ciudad madrileña de velocidad y regularidad en circuito.
La decimoquinta edición se celebró entre el 21 y 24 de septiembre de 1967 con un itinerario de 1.623 km combinando pruebas cronometradas, en cuesta y circuitos de velocidad en circuito de Alcañiz y en el Jarama. En la primera etapa la salida se situaba en San Sebastián pasando por Pamplona, Huesca, Zaragoza y finalizando en Alcañiz mientras que en la segunda jornada los participantes salieron de Valencia con destino Madrid. La tercera y última etapa transcurrían, entre otras, por las localidades de Guadarrama, Escorial, Cebreros, Ávila, Torrelodones, Colmenar Viejo y finalizando en el Jarama.
En 1969 la prueba fue incluida en el calendario del Campeonato de Europa y en 1977 y 1978 en el calendario de la FIA Cup for Rally Drivers copa que fue predecesora del Campeonato Mundial de Pilotos de Rally. En el 78 la prueba tuvo problemas con el itinerario. Días antes de su celebración se suprimieron los tramos de tierra programados que transcurrían por el Canal de Isabel II por lo que además de los de asfalto solo se corrieron tres sobre tierra. Los diversos problemas de la prueba provocaron que en 1979 la misma cayera al coeficiente 3 del certamen europeo donde hasta entonces contaba con el coeficiente 4.
En 1979 trasladó su epicentro al sur de España realizando el recorrido entre Jerez y Marbella, similar al extinto Rally del Sherry.

### Rally de España Histórico
En 2009 la prueba se recuperó gracias al Club Deportivo Rally de España Histórico, bajo el nombre de Rally de España Histórico y siendo puntuable para el Campeonato de España de Rally Históricos y de Europa tanto en la modalidad de velocidad como de regularidad.

## Palmarés
| Año  | Edición                                          | Piloto                 | Copiloto              | Automóvil                  | Series               |
| ---- | ------------------------------------------------ | ---------------------- | --------------------- | -------------------------- | -------------------- |
| 1953 | 1.º Rallye Nacional de las Bodas de Oro del RACE | Miguel Soler           | Fernando Grau         | Jaguar XK120               |                      |
| 1954 | 2.º Rallye Nacional de las Bodas de Oro del RACE | Luciano Eliakin        | Julián Celaya         | Panhard Dyna               |                      |
| 1955 | 3.º Rally Nacional del RACE                      | Pablo Menzel           | Gregorio Prendes      | Porsche 356 1500 GT        |                      |
| 1956 | 4.º Rally Nacional del RACE                      | José Hummet            | J. Jiménez            | Pegaso Z-102               |                      |
| 1957 | 5.º Rally Nacional del RACE                      | Gerardo de Andrés      | José Mª Portolés      | Mercedes-Benz 300 SL       | España               |
| 1958 | 6.º Rally Nacional del RACE                      | Estanislao Reverter    | Antonio Reverter      | Dyna Panhard DB            | España               |
| 1959 | 7.º Rally Nacional del RACE                      | Estanislao Reverter    | Antonio Reverter      | DB Panhard                 | España               |
| 1960 | 8.º Rally Nacional del RACE                      | Pablo Menzel Lutenauer | Bandera de ?          | Saab 93                    | España               |
| 1961 | 9.º Rally Nacional del RACE                      | Juan Fernández García  | Ramón Grifoll         | BMW 700 Coupè Sport        | España               |
| 1962 | 10.º Rally Nacional del RACE                     | Abilio Calderón        | Fernando Mocha        | BMW 700 Sport              | España               |
| 1963 | 11.º Rally Nacional del RACE                     | «Clery»                | Carlos Bou            | BMW 700 CS                 | España               |
| 1964 | 12.º Rally Nacional del RACE                     | Francisco Godia        | Arturo Cortés         | Porsche 904 GTS            | España               |
| 1965 | 13.º Rally Nacional del RACE                     | Juan Fernández García  | A. Saens              | Porsche 904 GTS            | España, ERC          |
| 1966 | 14.º Rally Nacional del RACE                     | Leo Cella              | Luciano Lombardini    | Lancia Flavia Zagata       | España               |
| 1967 | 15.º Rally RACE de España                        | Sandro Munari          | Claudio Lombardini    | Lancia Fulvia HF           | España, ERC          |
| 1968 | 16.º Rally RACE de España                        | Pauli Toivonen         | Urpo Vihervaara       | Porsche 911 T              | España, ERC          |
| 1969 | 17.º Rally RACE de España                        | Harri Källström        | Gunnar Häggbom        | Lancia Fulvia 1.6 Coupe HF | España, ERC          |
| 1970 | 18.º Rally RACE de España                        | Jean-Pierre Nicolas    | David Stone           | Alpine-Renault A110 1600 S | España, ERC          |
| 1971 | 19.º Rallye RACE de España                       | Jean-Pierre Nicolas    | Jean Todt             | Alpine-Renault A110 1860   | España, ERC          |
| 1972 | 20.º Rallye RACE de España                       | Salvador Cañellas      | Daniel Ferrater       | SEAT 124-1600              | España, ERC          |
| 1973 | 21.º Rallye RACE de España                       | Jorge Bäbler           | Ricardo Antolín       | SEAT 124-1800              | España, ERC          |
| 1974 | 22.º Rally RACE de España                        | Antonio Zanini         | Eduardo Martínez-Adam | SEAT 1430-1800             | España, ERC          |
| 1975 | 23.º Rally RACE de España                        | Antonio Zanini         | Eduardo Martínez-Adam | SEAT 1430-1800             | España, ERC          |
| 1976 | 24.º Rally RACE de España                        | Jorge de Bagration     | Manuel de Barbeito    | Lancia Stratos HF          | España, ERC          |
| 1977 | 25.º RACE Rallye de España                       | Michèle Mouton         | Françoise Conconi     | Porsche 911 Carrera RS     | España, ERC, FIA Cup |
| 1978 | 26.º RACE Rallye de España                       | Tony Carello           | Maurizio Perissinot   | Lancia Stratos HF          | España, ERC, FIA Cup |
| 1979 | 27.º Rally RACE de España                        | Jorge de Bagratión     | Nuria Llopis          | Lancia Stratos HF          | España, ERC          |
| 1980 | 28.º Rally RACE                                  | Antonio Zanini         | Jordi Sabater         | Porsche 911 SC             | España, ERC          |
| 1981 | 29.º Rally Sol-RACE                              | Adartico Vudafieri     | Arnaldo Bernarcchini  | Fiat 131 Abarth            | España, ERC          |
| 1982 | 30.º Rally Sol-RACE                              | Andrea Zannusi         | Arnaldo Bernacchini   | Fiat 131 Abarth            | España, ERC          |
| 1983 | 31.er Rally Sol-RACE                             | Miki Biasion           | Tiziano Siviero       | Lancia Rally 037           | España, ERC          |
| 1984 | 32.º Rally RACE-Costa Blanca                     | Carlo Capone           | Sergio Cresto         | Lancia Rally 037           | España, ERC          |
| 1985 | 33.º Rally RACE-Costa Blanca                     | Miki Biasion           | Tiziano Siviero       | Lancia Rally 037           | España, ERC          |
| 1986 | 34.º Rally RACE-Costa Blanca                     | Salvador Servià        | Jordi Sabater         | Lancia Rally 037           | España, ERC          |